# Giuseppe Maria Crespi
Giuseppe Maria Crespi - "Lo Spagnuolo", italijanski baročni slikar, * 1665, † 1747.